# Podocarpus totara
Espèce
Statut de conservation UICN

 LC  : Préoccupation mineure
Podocarpus totara, appelé aussi totara, est une espèce d'arbre conifère de la famille des Podocarpaceae, endémique de la Nouvelle-Zélande.

## Étymologie
Podocarpus vient du grec pous, podos, le pied et karpos le fruit en référence au pédoncule charnu des fruits.
L'épithète d'espèce totara est le nom maori de cet arbre.

## Répartition
Podocarpus totara pousse partout sur l'île du Nord et le nord-est de l'île du Sud, en plaine, en montagne et dans les forêts subalpines inférieures à des altitudes allant jusqu'à 600 m.

## Description
Ce sont des arbres à croissance lente. L’écorce est épaisse, fibreuse et sillonnée. Le bois est rouge. Les feuilles sont brunâtres à vert-foncé. La taille des feuilles adultes est de 1,5 à 3 cm sur 3 ou 4 mm. Les feuilles sont lancéolées, droites à légèrement falciformes, aigües, piquantes, coriaces, vernies et sessiles,.
Les cônes mâles sont isolés ou groupés par quatre sur un petit pédoncule, entourés par de larges écailles rigides. L’apex est petit et peu denticulé,.
Les cônes femelles sont sur des rameaux axillaires, solitaires ou par paire, portés par un pédoncule de 2 à 3 mm de long. Réceptacle de 2 à 4 écailles pointues souvent rouges, gonflées et succulentes,.
A maturité, les graines sont globuleuses ou ovoïdes, de 3 à 5 mm de long.
Port : Au début de sa croissance, l’arbre a un port buissonnant. Ensuite, il acquiert un tronc massif supportant un abondant feuillage. Le système racinaire est très développé autour du tronc, s'élevant assez haut au-dessus du sol.

## Liste des variétés
Selon World Checklist of Selected Plant Families (WCSP) (26 mars 2013) :
- Podocarpus totara G.Benn. ex D.Don (1832)

Selon Tropicos (26 mars 2013) :
- variété Podocarpus totara var. alpinus (R. Br. ex Hook. f.) Carrière
- variété Podocarpus totara var. hallii (Kirk.) Pilg.
- variété Podocarpus totara var. waihoensis Wardle

## Spécimens remarquables
Les plus grands specimens connus de Podocarpaceae appartiennent à l'espèce totara. Un arbre appelé Pouakani près de Mangapehi, au nord-ouest de la Nouvelle-Zélande a un diamètre de 338 cm, mesuré à hauteur de poitrine humaine et une hauteur de 42,7 m. Dans le Pureora Forest Park (en), situé sur l'île du Nord, un autre spécimen a une hauteur de 27 m et un diamètre de 333 cm mesuré à hauteur de poitrine humaine.

## Utilisation
Ce bois est utilisé par les aborigènes pour la construction de canoës, de ponts et d’appontements mais aussi pour la sculpture.